# Johann Baptist de Wendt
Johann Baptist Freiherr de Wendt (* 1650; † 1716) war 1705 Stadtkommandant von München. Er kaiserlicher Kämmerer, General und Oberst der Infanterie, Inhaber des Infanterie-Regiment No. 29 sowie Besitzer von Eggendorf und Hueb.
Er entstammt der Familie Wendt. Sein Vater war der kurkölnische Rat Matthias de Wendt.
Wendt war Kommandant von Konstanz und kämpfte während des Spanischen Erbfolgekriegs am  1. September 1701 in der Schlacht bei Chiari. 1704 errichtete er das spätere Infanterie-Regiment No. 29 und wurde dessen Inhaber und Kommandeur.
Als kaiserlicher Oberst der Infanterie wurde er nach der Besetzung des Rentamtes München durch Truppen Kaiser Josephs I. Stadtkommandant von München. Im November 1705 kam es zum bayerischen Volksaufstand. Zusammen mit dem General Kriechbaum hatte er wesentlichen Anteil an dessen Niederschlagung (Sendlinger Mordweihnacht).
Im Jahr 1710 zog er sich nach Oberösterreich zurück, wo er vom Genealogen Hoheneck das Gut Eggendorf übernahm. Noch im 1715 wurde er in den Grafenstand erhoben.
Er war mit der Gräfin Maria Josepha Antonia von Preysing verheiratet. Die Ehe blieb kinderlos. Erbe wurde sein Vetter, der kaiserliche Hauptmann Franz Egon von Wendt.